# Valu lui Traian (gmina)
Valu lui Traian – gmina w Rumunii, w okręgu Konstanca. Obejmuje tylko jedną miejscowość Valu lui Traian. W 2011 roku liczyła 12 376 mieszkańców.